# Oxalis obliquifolia
Oxalis obliquifolia är en harsyreväxtart som beskrevs av Ernst Gottlieb von Steudel och Achille Richard. Oxalis obliquifolia ingår i släktet oxalisar, och familjen harsyreväxter. Inga underarter finns listade i Catalogue of Life.